# Cliona radiata
Cliona radiata är en svampdjursart som beskrevs av Hancock 1849. Cliona radiata ingår i släktet Cliona och familjen borrsvampar.
Artens utbredningsområde är havet utanför Indien. Inga underarter finns listade i Catalogue of Life.